# Hypospila concisa
Hypospila concisa là một loài bướm đêm trong họ Noctuidae.